# Rörtjärnen (Dorotea socken, Lappland, 718424-147216)
Rörtjärnen är en sjö i Dorotea kommun i Lappland och ingår i Ångermanälvens huvudavrinningsområde. Sjön har en area på 0,0315 kvadratkilometer och ligger 551,6 meter över havet.

## Delavrinningsområde
Rörtjärnen ingår i det delavrinningsområde (718519-147182) som SMHI kallar för Utloppet av Stor-Oxvattnet. Medelhöjden är 555 meter över havet och ytan är 8,71 kvadratkilometer. Det finns inga avrinningsområden uppströms utan avrinningsområdet är högsta punkten. Vattendraget som avvattnar avrinningsområdet har biflödesordning 4, vilket innebär att vattnet flödar genom totalt 4 vattendrag innan det når havet efter 304 kilometer. Avrinningsområdet består mestadels av skog (87 procent). Avrinningsområdet har 1,15 kvadratkilometer vattenytor vilket ger det en sjöprocent på 13,2 procent.